# Dei verbum

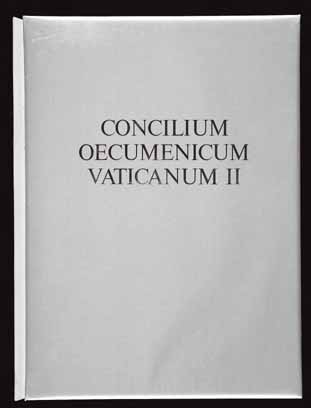
Zweites Vatikanisches Konzil

Dei verbum (DV) (lateinisch für „Gottes Wort“) ist eine der vier Konstitutionen des Zweiten Vatikanischen Konzils, benannt nach ihren Anfangsworten, wie bei solchen Texten üblich. Die Dogmatische Konstitution über die göttliche Offenbarung wurde am 18. November 1965 von den Konzilsvätern mit 2.344 zu 6 Stimmen angenommen und durch feierliche Verkündigung in der Konzilsaula durch Papst Paul VI. promulgiert.
Die Entstehung der Offenbarungskonstitution (so ein geläufiger Kurztitel) erstreckte sich vom Beginn bis zum Ende des Konzils. Dei verbum gilt als einer der bedeutendsten Texte des Konzils und sorgte für einen „epochalen Einschnitt“, mit dem „neue und entscheidende Perspektiven in Hinblick auf das theologische Verständnis der Offenbarung“ eröffnet wurden.
Neben der Untersuchung des Offenbarungsbegriffes klärt das Dokument das Verhältnis zwischen Tradition und Heiliger Schrift. Dabei legt sie auch Wert auf die richtige Verständnisweise der Heiligen Schrift und eröffnet so Möglichkeiten für die Verwendung der historisch-kritischen Exegese in der katholischen Theologie.

## Entstehungsgeschichte
Nachdem in dem Dokument Dei Filius des Ersten Vatikanischen Konzils die Offenbarungsfrage erstmals auf einem Konzil thematisiert worden war, widmet in Dei verbum ein Konzil der Offenbarung eine erste eigenständige und explizite Behandlung.

### Phasen der Textentwicklung
Der endgültigen Fassung der Offenbarungskonstitution gingen drei Versionen voraus. Das vorbereitete Schema De fontibus revelationis (Über die Quellen der Offenbarung) wurde von Sebastian Tromp SJ verfasst und spricht von zwei Offenbarungsquellen, die inhaltlich voneinander verschieden seien, die Heilige Schrift und die Tradition. Außerdem bekräftigte das Schema die Irrtumslosigkeit der Schrift auch in Bezug auf historische Aussagen. Auf große Kritik stießen nicht so sehr die theologischen Aussagen – sie waren durch päpstliche Verlautbarungen gestützt –, sondern vielmehr der „Geist der Angst und des Misstrauens gegen die Exegeten und vor allem die fehlende pastorale und ökumenische Ausrichtung“. Zudem war es durch eine „instruktionstheoretische“ Offenbarungsauffassung geprägt, die Offenbarung ausschließlich als Instruktion, das heißt Mitteilung, verstand.
Dieses Schema wurde Mitte November 1962 kontrovers diskutiert. Aus der Konzilsaula gab es erste Vorschläge, unter anderem von Josef Kardinal Frings, eine komplette Umarbeitung des Schemas vorzunehmen. Eine missverständliche Abstimmung am 20. November 1962, ob die Diskussion über das Schema abgeschlossen sei, erreichte nicht die nötige Zweidrittelmehrheit. Dies führte zu Verwirrung und Unklarheit, ob damit das Schema bereits angenommen sei. Daher nahm Papst Johannes XXIII. das Schema am Folgetag von der Tagesordnung und setzte eine neue Kommission aus Gegnern und Befürwortern des diskutierten Schemas ein, die eine grundlegende Umgestaltung vornehmen sollte. Den Vorsitz dieser „gemischten Kommission“ übernahmen die Kardinäle Alfredo Ottaviani und Augustin Bea SJ, als Sekretäre wurden Sebastian Tromp und Johannes Willebrands berufen. Johannes XXIII. löste durch seine Intervention, die vor allem von Paul-Émile Kardinal Léger eingefordert wurde, das Problem. Gleichzeitig setzte er damit ein „eindeutiges Signal für die Möglichkeit, ein vorbereitetes Schema ablehnen zu können, ohne einen Konflikt mit dem Haupt der Versammlung anzuzetteln.“ Die Absetzung der Textvorschlages ermöglichte eine neue Diskussion über die Offenbarung.
In diesen zweiten Text wurden Änderungsvorschläge der Theologischen Kommission eingearbeitet, so entstand die dritte Version. Im September 1964 wurde jener Text im Konzil debattiert, und eine vierte Fassung wurde ausgearbeitet. Diese konnte erst in der IV. Sitzungsperiode, im September 1965, diskutiert werden, und es flossen noch weitere Änderungsvorschläge („Modi“) ein. Zwei sehr wichtige Modi in DV 9 und 11 stammten von Papst Paul VI., der allerdings keine Formulierungen vorgab. In der daraus entstandenen fünften Fassung wurde das Dokument kurz vor dem Ende des Konzils in dessen letzter Sitzung am 18. November 1965 angenommen.

### Hauptanliegen beim Entstehungsprozess
Drei Motive kennzeichnen die Entstehung der Konstitution und die Debatte darum: erstens die (Neu-)Bewertung der Tradition, zweitens die Akzeptanz der historisch-kritischen Methode in der Bibelexegese sowie drittens die neue, positive Einstellung der katholischen Christen zur Bibel.
1. Die Neubewertung der Tradition ergab sich aus den Dogmen der unbefleckten Empfängnis Mariens (1854) und der Aufnahme Mariens in den Himmel (1950), die beide mit dem Traditionsargument begründet worden waren. In diesem Zusammenhang warf man die Frage der Dogmenentwicklung auf und sprach somit von einem Traditionsprozess, nicht von einer materiell fassbaren Tradition.[17] Ferner wurde die Interpretation des Trienter Konzils und seiner Aussagen zum lutherischen Sola-scriptura-Prinzip in den Jahren des Konzils eingehend debattiert. Aufgeworfen wurde diese Debatte durch die Thesen Josef Rupert Geiselmanns, nach denen das Konzil von Trient über die Vollständigkeit der Schrift nicht entschieden habe.[17]
2. Während der Modernismuskrise war es zur kirchlichen Lehrverurteilung vieler Exegeten gekommen, die sich der historisch-kritischen Methode bedienten. Jetzt wurde eine Positionierung des Konzils zu dieser Frage als erforderlich angesehen. Auch wenn das „Verhältnis von kritischer und kirchlicher Exegese“ nicht eindeutig geklärt wurde, so sei doch deutlich geworden, dass eine historisch-kritische Methode nicht mehr gemieden werden könne.[18] In diesem Sinne wurden alle Forschungsmethoden, die die „originäre Botschaft der Propheten und Apostel“ erkennen lassen, bestätigt.[19]
3. Die Bibelbewegung, die ähnlich wie die liturgische Bewegung und die ökumenische Bewegung die Vorkonzilszeit geprägt hatten, veranlassten das Konzil dazu, die spirituelle Beschäftigung der Katholiken mit der Heiligen Schrift zu fördern.[18]

## Inhalt
Das Dokument ist in sechs Kapitel unterteilt.

### Prooemium
Dem Vorwort (DV 1) zufolge stellt sich das Konzil in die Nachfolge des Konzils von Trient (1545–1563) und des Ersten Vatikanischen Konzils (1869/70). Dies kann als Neubetrachtung der entsprechenden Texte des ersten Vaticanums und des Konzils von Trient verstanden werden, „in der das Damalige auf heutige Weise gelesen und damit zugleich auf sein Wesentliches wie auf sein Ungenügendes hin neu interpretiert wird.“ Formuliertes Ziel der Konstitution ist Darlegung der „echte[n] Lehre über die göttliche Offenbarung und deren Weitergabe“ (DV 1). Mit dem Zitat aus dem ersten Johannesbrief (vgl. (1 Joh 1,2–3 )) soll die „Doppelgeste des Hörens und Verkündigens“ der Kirche dargestellt werden. Damit wird auch einer reinen Selbstbeschäftigung der Kirche mit sich selbst Einhalt geboten und die Gesandtheit auf die Menschheit betont.

### I. Die Offenbarung selbst
Das erste Kapitel (DV 2–6) beschäftigt sich mit der „Offenbarung selbst“ („De ipsa revelatione“). Die Offenbarung wird als ein Geschehen in „Tat und Wort“ geschildert (DV 2). Offenbarung ist demnach nicht allein als Mitteilungen „‚über‘ Gott“ zu verstehen, sondern als „Selbstmitteilung Gottes“, ein Terminus, der in der Konstitution allerdings nicht wörtlich vorkommt. In DV 4 wird erklärt, dass Jesus als „das fleischgewordene Wort“ die „Offenbarung erfüllt und abschließt“. Daher ist „keine neue öffentliche Offenbarung mehr zu erwarten“. Diese Erkenntnis ergibt sich aus der Folgerung, dass „Christus […] das Ende von Gottes Sprechen [ist], weil es nach ihm und über ihn hinaus nichts mehr zu sagen gibt, denn in ihm hat Gott sich selbst gesagt.“ Darin zeigt sich nochmals die Auffassung des Konzils, dass Offenbarung nicht etwas ist, was mitgeteilt wird, sondern existentiell ist für das Leben des Menschen und in seiner Beziehung zu Gott. Insgesamt kann die Offenbarung als ein Beziehungsgeschehen aufgefasst werden.
Ohne zuvorkommende Gnade kann der Glaube nicht vollzogen werden, Glaube kann also nicht erarbeitet oder angelesen werden, sondern ist ein Geschenk (vgl. DV 5). Diesem Geschenk der Offenbarung zuzustimmen bedeutet, sich „als ganzer Mensch in Freiheit“ Gott zu überantworten. Dem sich offenbarenden Gott ist „Gehorsam des Glaubens“ (Röm 16,26 ) geschuldet. Der Heilige Geist vervollkommnet den Glauben im Menschen mehr und mehr. Der Abschnitt verdeutlicht, dass Glauben vor allem als personale Beziehung und Begegnung mit Gott zu verstehen ist.
Unter wörtlichem Rückgriff auf Dei Filius lehrt DV 6, dass Gott selbst „mit dem natürlichen Licht der menschlichen Vernunft aus den geschaffenen Dingen sicher erkannt werden kann“ (DH 3004f.), was jedoch aus dem göttlichen Bereich der Vernunft des Menschen nicht zugänglich ist, macht Gott durch Offenbarung kund (vgl. DV 6).

### II. Die Weitergabe der göttlichen Offenbarung
Das zweite Kapitel widmet sich der „Weitergabe der göttlichen Offenbarung“ (DV 7–10). Darin werden die Apostel und Evangelisten gelobt, die der Aufforderung Jesu, das Evangelium zu verkünden, gefolgt sind (DV 7). Es wird unterschieden zwischen heiliger „Überlieferung“ und heiliger „Schrift“. Die apostolische Überlieferung wird, von den Aposteln beginnend, in der Kirche weitertradiert und „kennt in der Kirche unter dem Beistand des Heiligen Geistes einen Fortschritt“ (DV 8; vgl. DH 3020). Diese Tradierung wird als Gespräch Gottes mit seiner Kirche dargestellt.
Verhältnis zwischen Tradition, Schrift und Lehramt
Anders als in dem Vorbereitungsschema wird in DV 9 festgehalten, dass die Überlieferung und die Heilige Schrift aus ein und derselben göttlichen Quelle entspringen und auf ein gemeinsames Ziel hinfließen (vgl. DV 9). Die Offenbarung findet sich also nicht allein in der Heiligen Schrift. Diese letzte Ergänzung vor dem Beschluss des Dokuments verdeutlicht, dass die Schrift alleine nicht ausreicht, wenn auch nicht verneint wird, dass sie inhaltlich suffizient ist. Die Tradition wird trotzdem immer vor der Schrift genannt, um die chronologische Reihenfolge zu beachten, schließlich ist die Schrift innerhalb einer Gemeinschaft entstanden, die auf die Tradition der Apostel zurückgeht. „Um das Wort Gottes hören und verstehen zu können, muss man sich ins Licht der Tradition stellen (DV 9)“
In DV 10 folgt der Satz: „Das Lehramt ist nicht über dem Wort Gottes, sondern dient ihm.“ Das kirchliche Lehramt kann nichts lehren, was nicht in der Überlieferung und Schrift enthalten ist. Im Gegenteil, es will „aus diesem Schatz des Glaubens“ schöpfen. Die Unterordnung des Lehramtes gehörte schon zuvor zu einer „geradezu fraglose(n) Überzeugung“ und war in den Textversionen „ziemlich identisch“ enthalten. Dennoch trug die „faktische […] Prozedur“ des Lehramtes dazu bei, diese „prinzipiell stets anerkannte Ordnung einigermaßen zu verdunkeln.“
Der Abschnitt endet mit der Feststellung, dass die heilige Überlieferung, die Heilige Schrift und das Lehramt der Kirche nicht ohneeinander bestehen können. Auf ihre Art dienen sie „durch das Tun des einen Heiligen Geistes wirksam dem Heil der Seelen“. Der Ausdruck „sub actione unius Spiritus Sancti“ wurde erst in der letzten Redaktion hinzugefügt. Karl Lehmann bemerkt dazu: „Es ist wichtig, dass hier am Ende nochmals ein pneumatologischer Zusammenhang hervorgehoben wird: Das Zusammenspiel ist bei aller menschlichen Verantwortung nicht das Ergebnis allein einer kirchlichen Handlung, sondern ‚durch das Tun des einen Heiligen Geistes‘ zum Heil des Menschen wirksam.“
Kritik von reformatorischer Seite, die Papst Benedikt XVI. später aufgegriffen hat, bezog sich auf die fehlende Würdigung der Schrift als traditionskritisches Element.

### III. Die göttliche Inspiration der Heiligen Schrift und ihre Auslegung
Das dritte Kapitel behandelt die „göttliche Inspiration und die Auslegung der Heiligen Schrift“ (DV 11–13). DV 11 unterscheidet „zwischen Gott als dem ‚Urheber‘ der Schrift und den Menschen als deren ‚echten Verfassern‘ (nicht ‚Sekretäre!‘).“ Irrtumlos ist die Schrift in dem Sinne, dass sie die von Gott bestimmte Wahrheit aussagt, die zum Heil der Menschen notwendig ist. Dies schließt nicht aus, dass Sätze aus ihrem Kontext entnommen falsch sind. Tatsächlich war der Formulierung der Irrtumslosigkeit eine lange Debatte vorausgegangen. Die von der Kommission vorgelegte Version schrieb, dass die Heilige Schrift die „veritas salutaris“ (die „Heilswahrheit“) ohne Irrtum enthalte. Da einige Konzilsväter befürchteten, dass dies einer Einschränkung der Schrift gleichkäme, schlug der Papst vor, diesen Ausdruck zu streichen. In der Kommission schlug der Konzilstheologe Gérard Philips daher die jetzige Formulierung vor, die Schrift lehre irrtumslos die Wahrheit „nostrae salutis causa“ („um unseres Heiles willen“). Damit wurde eine vermeintliche Eingrenzung der Schrift verhindert und gleichzeitig ihre Irrtumslosigkeit differenziert ausgedrückt: „Die Wahrheit der Schrift ist […] immer nur im Heilsbezug sinnvoll erfaßbar.“
In DV 12 wird die Notwendigkeit betont, die historische Situation und die literarische Form biblischer Texte zu erforschen. Die Bibel muss ausgelegt werden in dem Sinne, in dem sie geschrieben ist; daraus erwächst die Notwendigkeit, die Aussageabsicht der biblischen Autoren und den Schriftsinn zu eruieren. Die Texte können geschichtlicher, prophetischer oder dichterischer Art sein. Der Abschnitt kennt die unterschiedlichen literarischen Gattungen in den biblischen Büchern und Texten. Dies ist die Bestätigung moderner Bibelwissenschaft. Jedoch ist die kritische Exegese nicht die alleinige Annäherungsweise an die heilige Schrift. Die Auslegung muss die Einheit der ganzen Bibel, die Überlieferung der Gesamtkirche und die Analogie des Glaubens („analogia fidei“) berücksichtigen. DV 13 betont eine Analogie zwischen dem göttlichen Wort in menschlicher Ausdrucksweise und der Inkarnation Christi.
Insgesamt macht dieses Kapitel deutlich, dass das Christentum keine Buchreligion im strengen Sinne ist, sondern an Menschwerdung und Leben Jesu orientiert ist.

### IV. Das Alte Testament
Das vierte Kapitel „Das Alte Testament“ untermauert dessen Wichtigkeit für das Christentum (DV 14–16). Es ist „wahres Wort Gottes“ (DV 14), auch wenn sich hier „Unvollkommenes und Zeitbedingtes“ (DV 15) findet. Der Kommentar im Konzilskompendium von Rahner und Vorgrimler sieht es als großen Mangel an, dass die Bedeutung des Alten Testaments für die Urgemeinde und Jesus selbst nicht herausgestellt wird. Auch wird die „viel längere Erfahrung der Menschheit mit Gott“, die dort enthalten ist, nicht deutlich genug unterstrichen.

### V. Das Neue Testament
Das fünfte Kapitel spricht über das „Neue Testament“ (DV 17–20). Zunächst wird der besondere Vorrang der vier Evangelien innerhalb des biblischen Kanons hervorgehoben (vgl. DV 18). Die Konstitution hält „daran fest, daß die vier genannten Evangelien, deren Geschichtlichkeit sie ohne Bedenken bejaht, zuverlässig überliefern, was Jesus, der Sohn Gottes, in seinem Leben unter den Menschen zu deren ewigem Heil wirklich getan und gelehrt hat bis zu dem Tag, da er [in den Himmel] aufgenommen wurde“ (DV 19). Das Wort „Geschichtlichkeit“ (historicitas) wird dabei nicht weiter erklärt. Es wird die redaktionelle Tätigkeit der Verfasser anerkannt, die aus den vielen Berichten und Erfahrungen auswählten und es um der Verkündigung der frohen Botschaft auswählten, „doch immer so, daß ihre Mitteilungen über Jesus wahr und ehrlich waren“ (DV 19). Die Briefliteratur des Neuen Testaments sowie die Apostelgeschichte des Lukas und die Offenbarung des Johannes kommen in dem Kapitel nur am Rande vor.

### VI. Die Heilige Schrift im Leben der Kirche
Das letzte Kapitel des Konzilsdokuments widmet sich der Verortung der „Heiligen Schrift im Leben der Kirche“ (DV 21–26). Es beginnt mit der erneuten Wertschätzung der Heiligen Schrift, die von der Kirche wie der „Herrenleib selbst“ verehrt wird: eine Parallele, die sich schon in Sacrosanctum Concilium findet (vgl. u. a. SC 7). Gemeinsam mit der heiligen Überlieferung ist das Wort Gottes „höchste Richtschur“ (suprema regula) für den Glauben der Kirche (DV 21). Dies kann als Antwort auf „die evangelische Frage [gelten], ob die Schrift für die Kirche Norm sei.“ Dabei wird das Wort „norma“ vermieden und ebenso eine Affirmation des „sola scriptura“-Prinzips.
Darüber hinaus ermutigt die Konstitution auch zur Weiterführung der bibelwissenschaftlichen Bemühungen, die schon von Pius XII. mit der Enzyklika Divino afflante Spiritu gefördert wurde (vgl. DV 23). Auch für die Theologie allgemein wird die Wichtigkeit des Bibelstudiums und der Bibellektüre unterstrichen, wie schon in deutlicherer Form in Optatam totius 16 geschehen. In diesen Passus wurde noch recht spät eingefügt, dass dies unter Beachtung der heiligen Überlieferung geschehen müsse, was als Abschwächung der Bibel interpretiert werden kann, aber nicht muss. Das Hören auf Schrift und Überlieferung ermögliche eine ständige Verjüngung der Theologie (vgl. DV 24).
Auch für Prediger ist eine kontinuierliche Beschäftigung mit der Heiligen Schrift notwendig, um nicht – wie Augustinus von Hippo sagt – zu „einem hohlen und äußerlichen Prediger des Wortes Gottes“ zu werden (DV 25). Dei verbum fordert außerdem die Anfertigung von Übersetzungen der Bibel in verschiedene Sprachen, dabei soll möglichst auf die hebräischen und griechischen Urtexte zurückgegriffen werden (vgl. 22) – was eine Nachordnung der bis dahin vorrangig benutzten lateinischen Übersetzung Vulgata bedeutet, die zwar weiter in Ehren gehalten wird, jedoch genießen die Ursprachen Vorrang. Verbunden damit sollen kommentierte Ausgaben erarbeitet werden, so dass die Bibel auch für Nichtchristen benutzbar und verstehbar ist (vgl. DV 25). Die Konstitution schließt mit dem Wunsch, dass „der Schatz der Offenbarung, der Kirche anvertraut“ die „Herzen der Menschen“ erfülle und dass das spirituelle Leben durch die verstärkte Verehrung des Gotteswortes neuen Antrieb erhalte (DV 26).

## Einordnung
Aufgrund der besonderen Entstehungsgeschichte der Konstitution über den gesamten Zeitraum des Konzils kommt ihr eine exemplarische Bedeutung zu. Ähnlich wie das Konzil neue Perspektiven eröffnete, dokumentiert Dei verbum ein gewandeltes Offenbarungsverständnis. „Gottes Rede den Menschen immer wieder neu zu erschließen“ ist dabei sowohl die Zielrichtung des Konzils als auch von Dei verbum.
Im Gegensatz zu dem Dekret des Konzils von Trient, das die Offenbarung als Tradition wie auch als Schrift auffasste („et…et“), betont Dei verbum eher die „gegenseitige Bezogenheit, untrennbare Einheit und innere Verschränkung“. Dabei wird die Frage, ob die Schrift suffizient ist, also alles enthält, nicht beantwortet. Die Bewertung der Tradition als „kirchlicher Lebensstrom“, in dem die Schrift getragen, bezeugt und ausgelegt wird, zeigt, dass die Tradition mehr ist als eine zweite, rein ergänzende Quelle.

### Würdigungen
Joseph Ratzinger, damaliger Konzilstheologe, fasste 1967 das Resultat der vier Jahre lang dauernden Diskussionen so zusammen: „Der Text, der an diesem Tag vom Papst feierlich proklamiert wurde, trägt natürlich die Spuren seiner mühsamen Geschichte, er ist ein Ausdruck vielfältiger Kompromisse. Aber der grundlegende Kompromiss, der ihn trägt, ist doch mehr als ein Kompromiss, er ist eine Synthese von großer Bedeutung: der Text verbindet die Treue zur kirchlichen Überlieferung mit dem Ja zur kritischen Wissenschaft und eröffnet damit neu dem Glauben den Weg ins Heute.“
Würdigung kam dem Konzilsdokument auch zu, weil es in einer nie dagewesenen Weise „so intensiv und so ausführlich über das Wort Gottes und über die Heilige Schrift gesprochen“ habe. Die Forderungen an Theologie und an das christliche Leben seien nicht gering.
Henri de Lubac würdigte: „Nichts also widerspräche dem Geist dieser Konstitution mehr als eine Art feindlicher Konkurrenz zwischen Schrift und Tradition, so, als ob man der einen wegnähme, was man der anderen zuspricht. Noch niemals hatte ein Konzilstext das Traditionsprinzip so gut in seiner ganzen Weite und Komplexität herausgestellt; noch nie wurde der Heiligen Schrift so viel Raum gewährt.“
Der Freiburger Professor für katholische Dogmatik Helmut Hoping sieht in Dei verbum eine Ermutigung, die zahlreichen „theologischen Argumentationsinstanzen […] neu miteinander ins Spiel zu bringen“, um gegensätzlich erscheinende Ansätze wie die historisch-kritische Exegese und die geistliche Schriftlesung genauso zu verknüpfen wie Dei verbum es mit Schrift und Tradition sowie mit Lehramt und Theologie vermochte.

### Selbstmitteilung Gottes
Der Begriff der Selbstmitteilung Gottes kommt in Dei verbum explizit nicht vor. Doch ist dieser theologische Begriff ein hilfreicher Verstehensschlüssel für die Konstitution. Nicht mehr ein instruktionstheoretisches Offenbarungsmodell – wie noch während des ersten Vatikanischen Konzils, bei dem es um die Offenbarung von Lehren und Sachinformationen ging – steht im Vordergrund, sondern ein kommunikationstheoretisches Offenbarungsverständnis. Hierbei liegt der Fokus auf der Beziehung Gottes mit den Menschen. Die Offenbarung ist ein „dynamisches Heilsgeschehen“, der Glaube der Menschen ist dabei die Antwort auf die Offenbarung. Die Menschwerdung Gottes in Jesus Christus ist die höchste und konkreteste Form der Selbstmitteilung Gottes.

### Textausgaben
- Lateinisch: Acta Apostolicae Sedis. Band 58, 1966, S. 817–836.
- Lateinisch/deutsch: Heinrich Denzinger: Enchiridion symbolorum definitionum et declarationum de rebus fidei et morum: Kompendium der Glaubensbekenntnisse und kirchlichen Lehrentscheidungen. Herausgegeben von Peter Hünermann. 45. Auflage, Herder, Freiburg/Basel/Wien 2017, ISBN 978-3-451-34797-9, Nummern 4201–4235.
- Lateinisch/deutsch: Peter Hünermann (Hrsg.): Die Dokumente des Zweiten Vatikanischen Konzils. Konstitutionen, Dekrete, Erklärungen. Lateinisch-deutsche Studienausgabe. Herder, Freiburg im Breisgau 2012, ISBN 978-3-534-25856-7 (Neuausgabe 2012, 3., unveränderte Gesamtauflage), S. 363–385.

### Textausgaben mit Kommentaren

#### Lateinisch/Deutsch
- Constitutio dogmatica de Divina Revelatione / Dogmatische Konstitution über die göttliche Offenbarung. Lateinischer Text aus „Acta Apostolicae Sedis“ 58 (1966), 817–836. Deutsche Übersetzung besorgt im Auftrag der deutschen Bischöfe; von den deutschen Bischöfen genehmigte leicht verbesserte Fassung von 1967. [Einleitung von Univ.-Prof. Joseph Ratzinger, Tübingen; Kommentar von Univ.-Profesoren Joseph Ratzinger, Tübingen, Alois Grillmeier, Frankfurt am Main und Béda Rigaux, Löwen]. In: LThK², Das Zweite Vatikanische Konzil, Konstitutionen, Dekrete und Erklärungen, Lateinisch und Deutsch. Kommentare, Teil II, Herder-Verlag, Freiburg im Brsg. 1967, S. 497–583. Ausführlich eingeleiteter und kommentierter lateinisch-deutscher Paralleltext.

#### Deutsch
- Max Thurian, Roger Schutz: Das Wort Gottes auf dem Konzil. Die dogmatische Konstitution über die göttliche Offenbarung. Wortlaut und Kommentar. Übersetzt von Maria Natalia Holm. Herder, Freiburg im Breisgau 1967.
- Karl Rahner, Herbert Vorgrimler: Kleines Konzilskompendium. Sämtliche Texte des Zweiten Vatikanischen Konzils. 35. Auflage, Herder, Freiburg im Breisgau 2008, ISBN 978-3-451-29991-9.

### Theologische Einordnungen
- Joseph Ratzinger: Zur Lage des Glaubens. Ein Gespräch mit Vittorio Messori. Verlag Neue Stadt, München 1985, ISBN 3-87996-180-8.
- Sascha Müller: Theistische Offenbarung, Christologie und historische Kritik. In: Christian Schaller, Michael Schulz, Rudolf Voderholzer (Hrsg.): Mittler und Befreier. Die christologische Dimension der Theologie. Für Gerhard Ludwig Müller. Herder, Freiburg i. B. 2008, ISBN 978-3-451-29804-2, S. 287–299.

### Textfassungen online
- Authentischer Text der Konstitution auf der Homepage des Heiligen Stuhls (lateinisch)
- Deutsche Übersetzung auf der Homepage des Heiligen Stuhls

### Allgemeine Literatur
- Claus-Peter März: Die Dogmatische Konstitution über die göttliche Offenbarung „Dei Verbum“. In: Theologie der Gegenwart. Band 58, Nummer 1, 2015, S. 54–63 (online).